# Mini DisplayPort
El puerto Mini DisplayPort (también abreviado como MiniDP o mDP) es una versión reducida de la interfaz digital de audio y video DisplayPort. Apple anunció su desarrollo en el último trimestre del 2008, y ahora se encuentra disponible en el Apple Cinema Display LED y en todas las nuevas computadoras de la línea Macintosh: MacBook, MacBook Pro, MacBook Air, iMac, Mac mini, Mac Pro y Xserve. En noviembre de 2009 el conector Mini DisplayPort fue aceptado por la Video Electronics Standards Association como un estándar internacional, dentro de la especificación de su conector anterior DisplayPort. Esto permitió a otros fabricantes crear sus propios dispositivos e incluir este conector en computadoras portátiles, entre otros. Por ello, también se utiliza en las nuevas computadoras portátiles de diversos fabricantes como Microsoft, Lenovo, Toshiba, HP y Dell.
A diferencia de sus predecesores Mini-DVI y Micro-DVI, el puerto Mini DisplayPort es capaz de permitir resoluciones de hasta 2560×1600 (WQXGA), incluso 4096x2160 (4K) en su implementación DisplayPort 1.2. Con un adaptador correcto, el puerto Mini DisplayPort puede ser usado para soportar pantallas con una interfaz VGA, DVI o HDMI.
Poco después de su lanzamiento, Apple declaró que licenciaría la tecnología de este conector sin coste. Apple se reserva el derecho para anular la licencia si la acción "se declara como un intento para infringir los derechos de patente contra Apple".

## Compatibilidad
VESA estipula "DisplayPort asegura que obtendrá la mejor experiencia de suLCD, simplifica el diseño y conexiones de la pantalla, permite la interoperabilidad con las interfaces existentes y provee de una tecnología para permitir nuevas capacidades de una pantalla. DisplayPort ofrece características de rendimiento más altas que cualquier interfaz digital. Diseñado para reemplazar los antiguos estándares como DVI y VGA, DisplayPort abre nuevas posibilidades en la computación, las pantallas digitales y electrónica de consumo. Es el estándar futuro y está disponible hoy en día."
Sin embargo, la eliminación del puerto DVI del MacBook, MacBook Air y MacBook Pro por el puerto Mini DisplayPort, y el uso del mismo como conector de video para el nuevo Cinema Display de 24" podría complicar esta compatibilidad:
- La extensión HDCP no permite la reproducción de cierto contenido encriptado por DRM en cualquier pantalla que no esté diseñada para ello. Esto incluye algunos contenidos de la tienda iTunes Store,[10] que no muestra dichas restricciones si son reproducidos en una Mac sin un puerto Mini DisplayPort.[11][12]

- Los adaptadores Dual-Link DVI o VGA de Apple son relativamente más grandes y caros comparados con adaptadores anteriores, y los compradores han alegado problemas con estos nuevos adaptadores, como la imposibilidad de conectar una pantalla externa. Los monitores conectados a un puerto Mini DisplayPort mediante estos adaptadores pueden presentar problemas de resolución e imposibilidad de encenderse en modo sleep ("wake up"). (Sin embargo, cualquiera que experimente estos problemas con estos adaptadores DVI, debe asegurarse que el cable utilizado para la conexión DVI sea uno de tipo Dual-Link, no un cable DVI tradicional.)[4][5][6]

- Mientras que las especificaciones del DisplayPort especifican que es capaz de transmitir audio digital, la antigua línea de MacBooks y MacBooks Pros del 2009 son incapaces de proveer una salida de audio digital mediante el puerto Mini DisplayPort, y sólo lo permiten mediante USB, Firewire, o la línea tradicional de salida de audio (sin embargo, la línea de MacBook Pro del 2010, y iMac de finales del 2009 y posteriores lo permiten[13]). Esto puede presentar un problema para los usuarios que deseen conectar sus computadoras a pantallas de alta definición (HDTV) usando un adaptador Mini DisplayPort a HDMI. Para solucionar este problema, algunos fabricantes de terceros han creado adaptadores con conexiones duales o triples que permiten obtener energía de un puerto USB, salida de video del puerto Mini DisplayPort y salida de audio desde el puerto USB o la salida de audio óptica. Cualquier opción crea una salida HDMI hembra, admitiendo así que video y audio sean transmitidos mediante un solo cable HDMI.[14]

- Desde el 12 de octubre de 2012, los problemas de compatibilidad entre los puertos Mini DisplayPort y HDMI han sido ampliamente discutidos en las comunidades de soporte de Apple. Sin embargo, Apple aún no ha realizado un comunicado oficial acerca de ello.[15]